# António Lobo Antunes

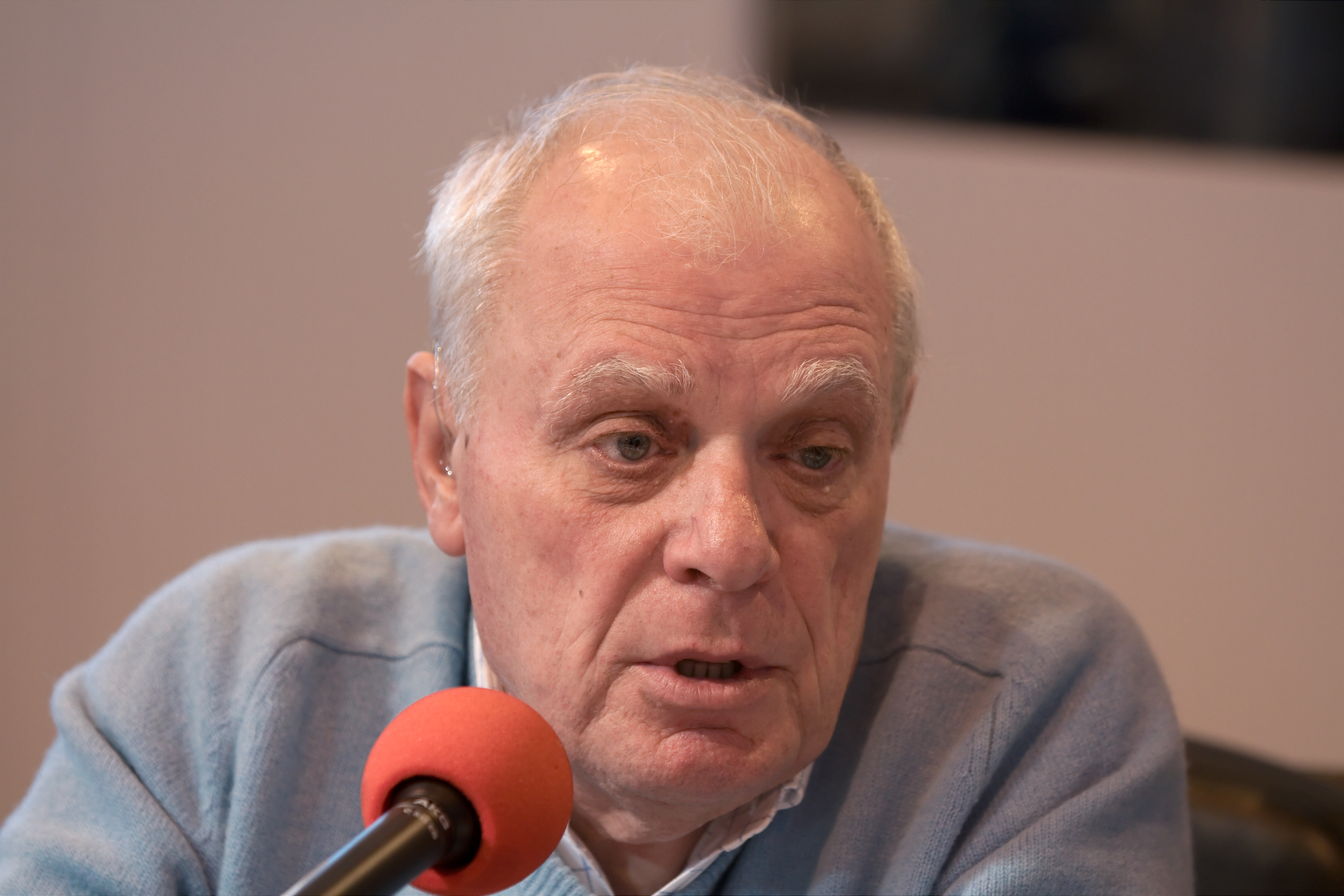
António Lobo Antunes.

António Lobo Antunes, född 1 september 1942 i Lissabon, är en portugisisk författare.
Han är född och bosatt i Lissabon. Han utbildade sig till läkare och specialiserade sig inom psykiatri men är författare på heltid sedan 1980-talet. Jämte nobelpristagaren José Saramago är han den store förnyaren inom portugisisk prosa och en av Portugals mest översatta författare. Han tilldelades utmärkelsen Prémio Camões, Camões pris, 2007.
Hans komplexa, modernistiska berättarstil är influerad av William Faulkner och Louis-Ferdinand Céline. Återkommande teman är personliga minnen från Portugals kolonialkrig i Angola 1971–1973 och skildringar av Portugals öde före, under och efter den så kallade Nejlikerevolutionen 1974.
I Benfica-trilogin, med bland annat Betraktelse över själens passioner, och senare verk märks en allt tydligare inriktning mot relationer som föräldraskapets och kärlekens tillkortakommanden. Hans författarskap präglas av mycket svärta men rymmer också inslag av ibland farsartad komik.